# Tardy Geyser
Pour les articles homonymes, voir Tardy.
Tardy Geyser est un geyser de type « fontaine » qui fait partie du Castle Group dans le Upper Geyser Basin dans le parc national de Yellowstone aux États-Unis.

## Histoire
Le nom Tardy (« tardif » en français) provient du fait que ce geyser qui fait partie du Sawmill Complex entre en éruption juste après celle de Sawmill Geyser,.

## Description
Tardy Geyser est composé d'un bassin bleu peu profond avec des bords de geysérite et d'un petit évent au milieu de son bassin. À l'extérieur du bord de geysérite, des bactéries thermophiles oranges se développent le long des canaux d'écoulement de l'eau.
Tardy Geyser présente une température moyenne d'environ 78 °C, un pH de 8,2 et une conductivité électrique de 2 200 μS/cm.
Lorsque l'éruption de Tardy Geyser accompagne uniquement celle du Sawmill Geyser, elle est de courte durée et peut atteindre une hauteur de 3 m. Dans le cas où le système se vidange fortement, l'éruption prend une forme explosive ou celle d'un jet de vapeur pouvant atteindre 6 m. Lorsque l'éruption est concomitante à celle de Spasmodic Geyser, elle prend le pas sur celle de Sawmill Geyser et peut durer plusieurs heures. Ce mode d'éruption dénommé « Penta-Churn » peut conduire à activer les éruptions de Churn Geyser et Penta Geyser.

## Galerie

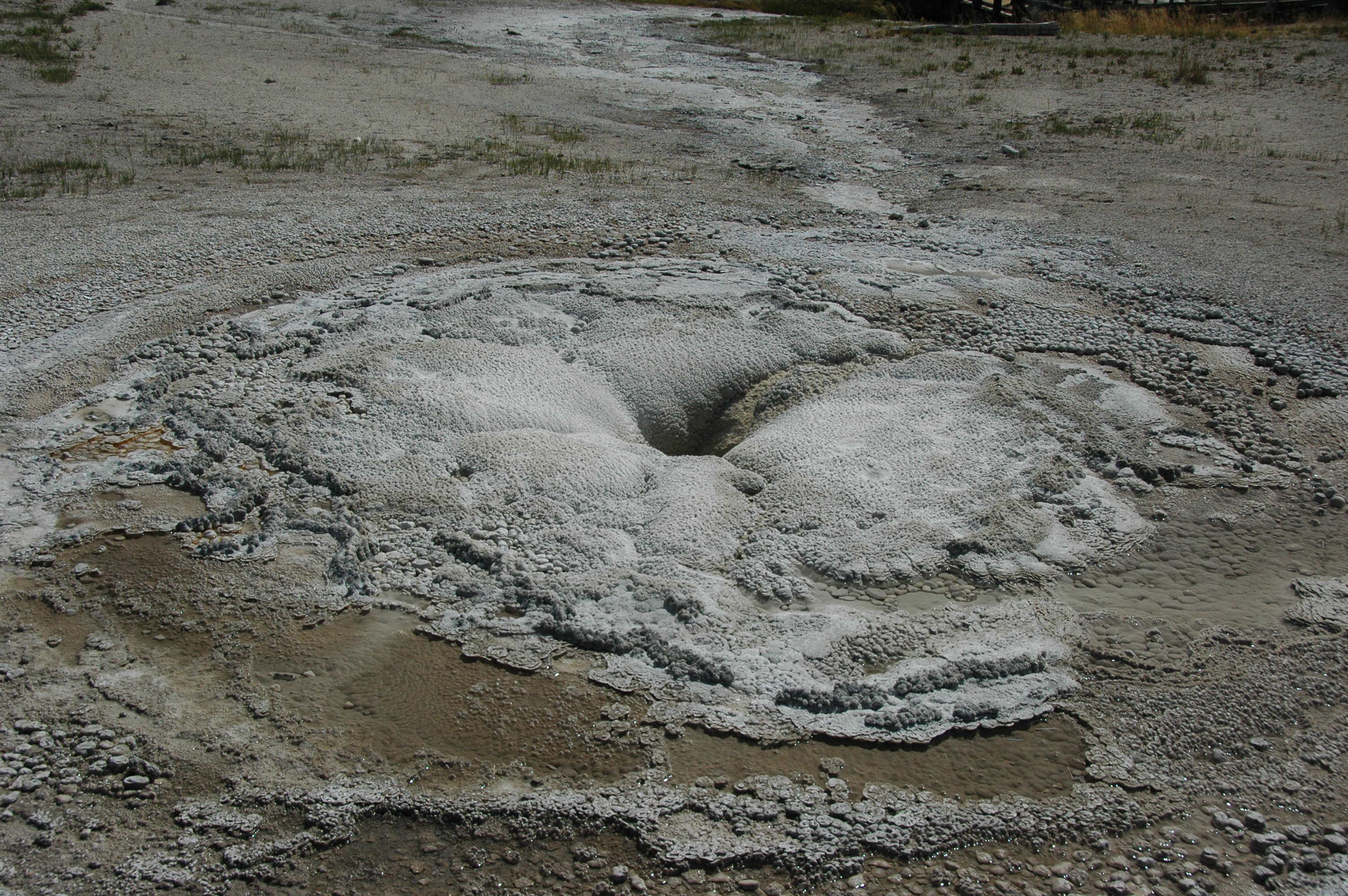
Tardy Geyser le 14 août 2010.
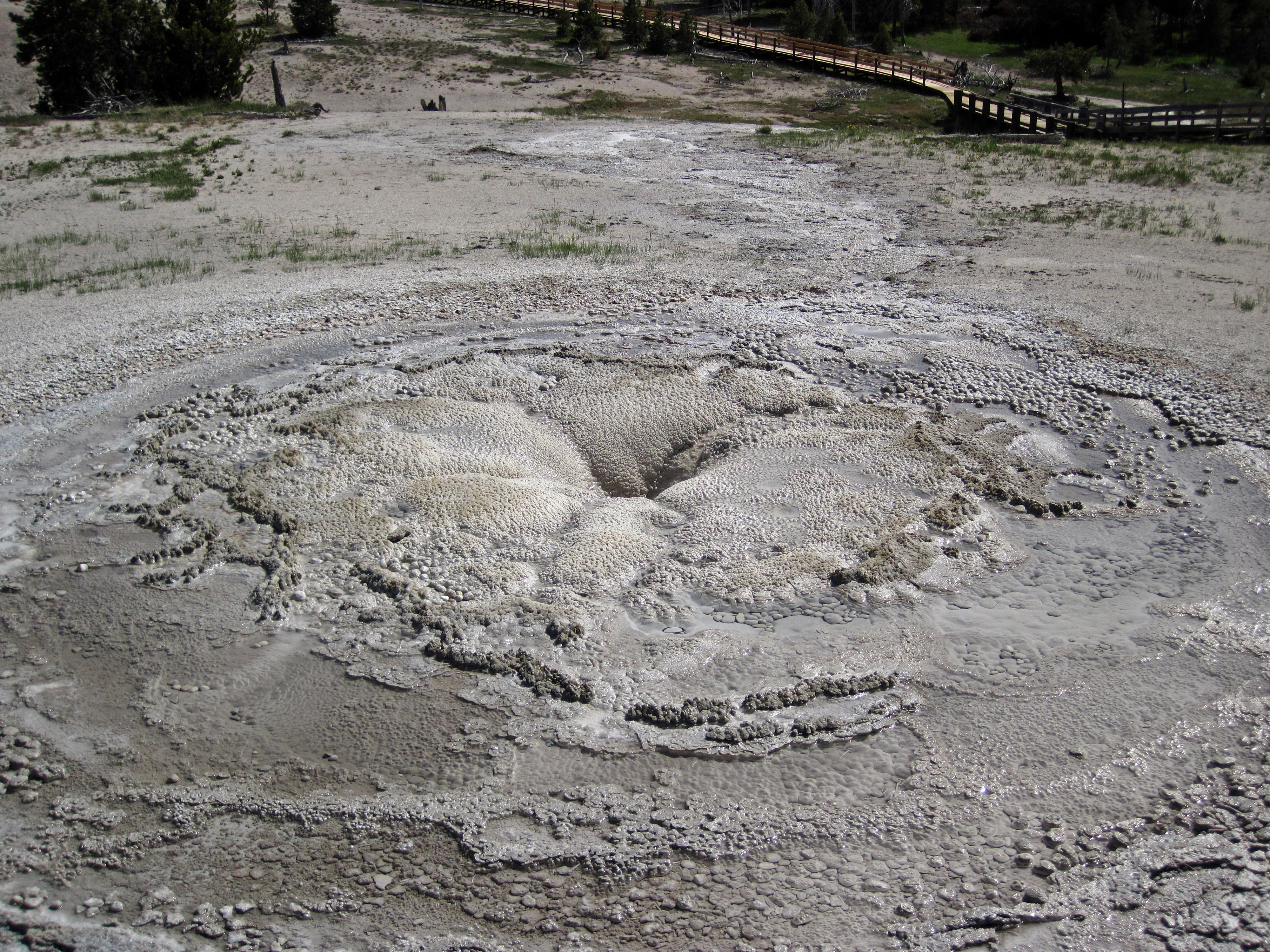
Tardy Geyser le 8 juin 2016.
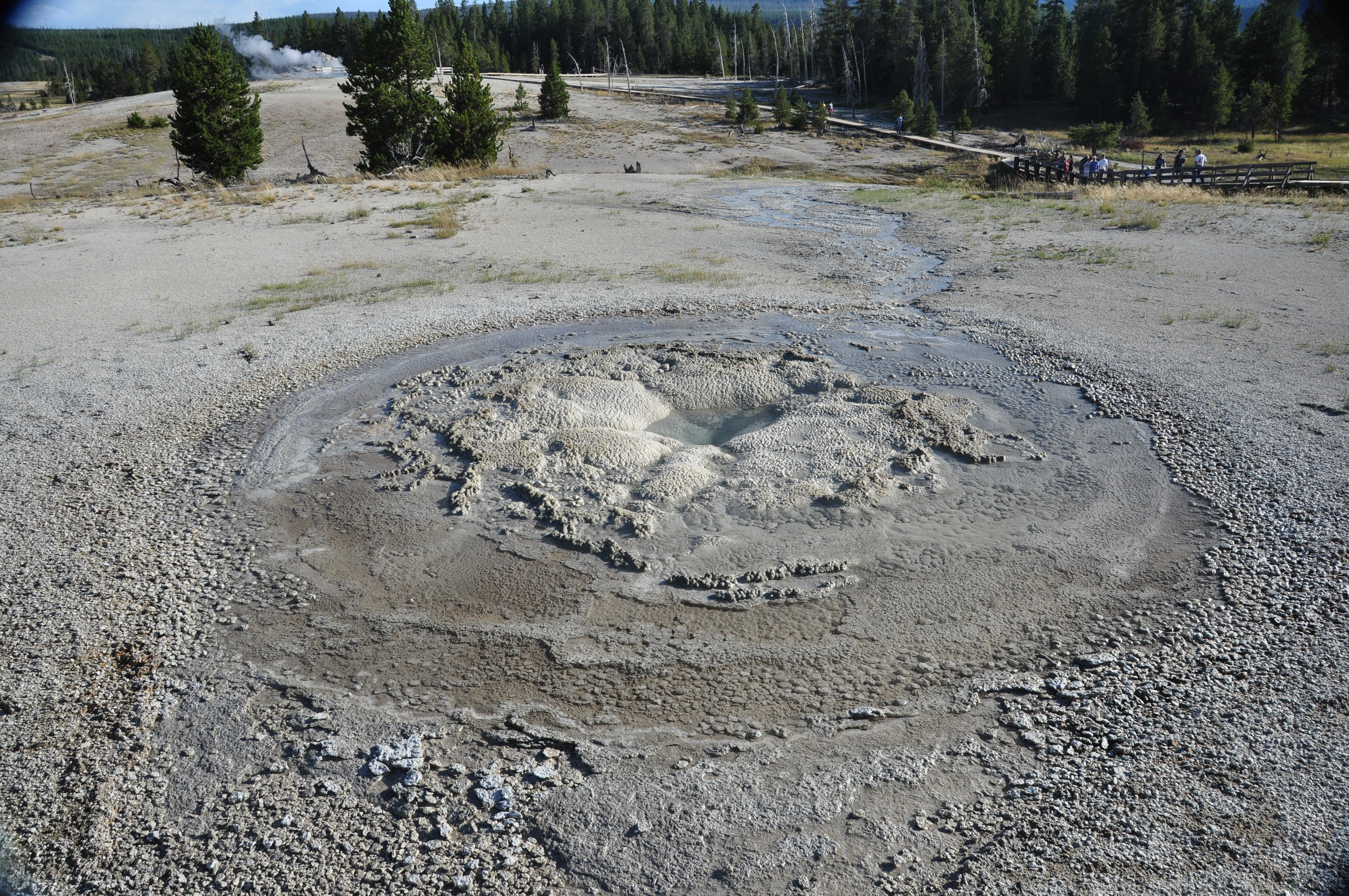
Tardy Geyser après une éruption le 10 août 2013.
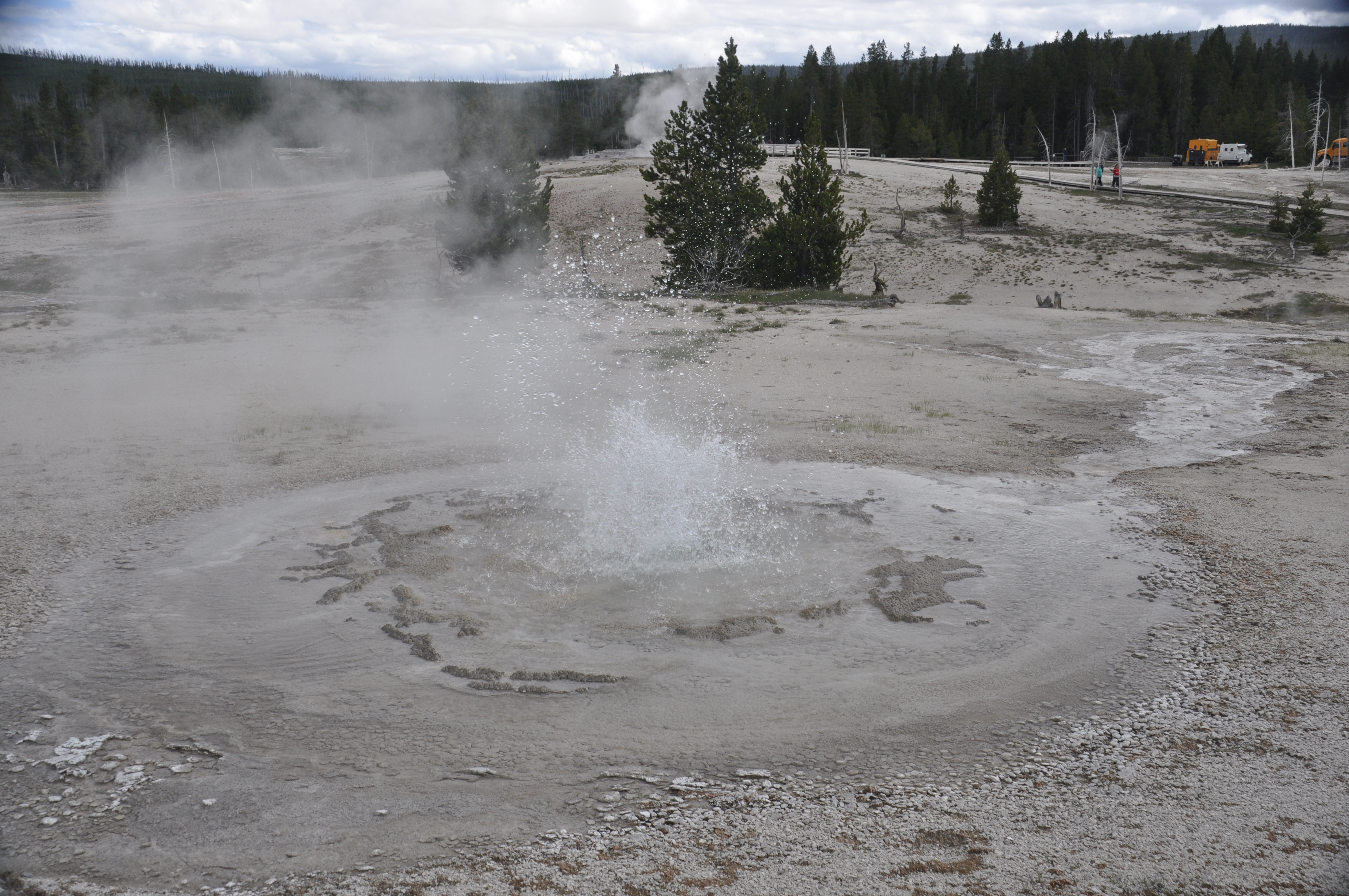
Tardy Geyser en éruption le 4 juin 2013.
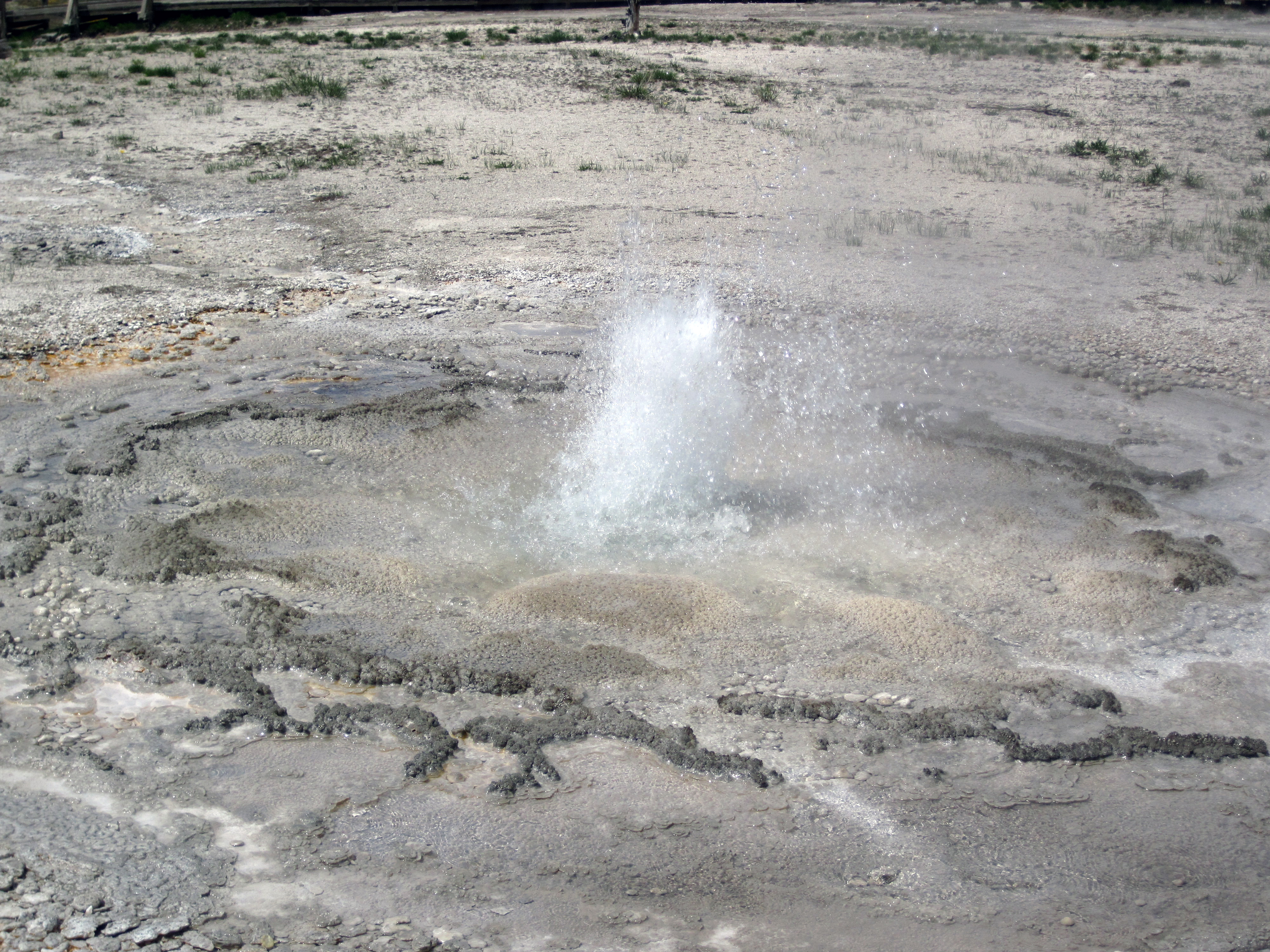
Tardy Geyser en éruption le 4 juin 2014.
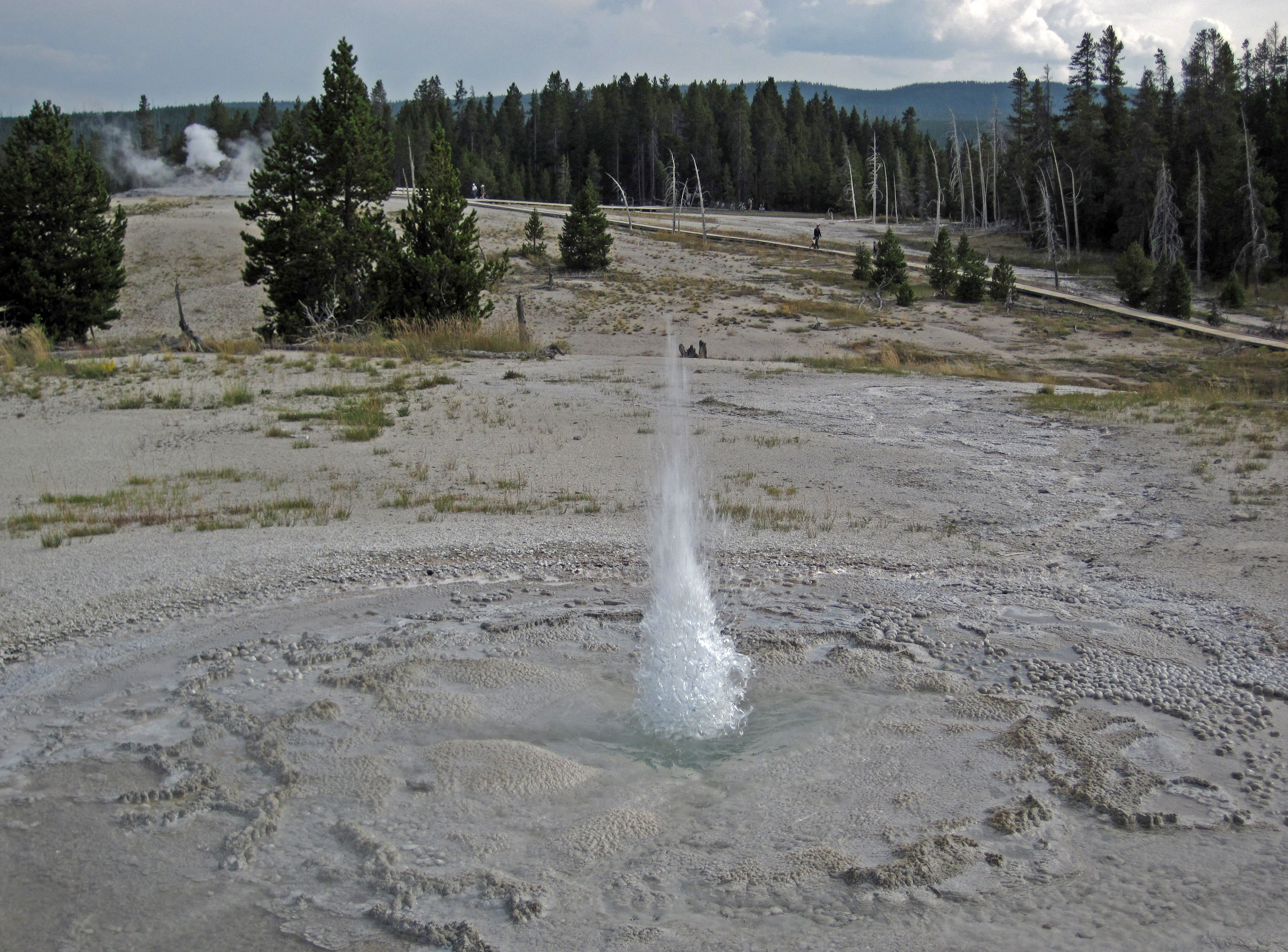
Tardy Geyser en éruption le 7 août 2015.
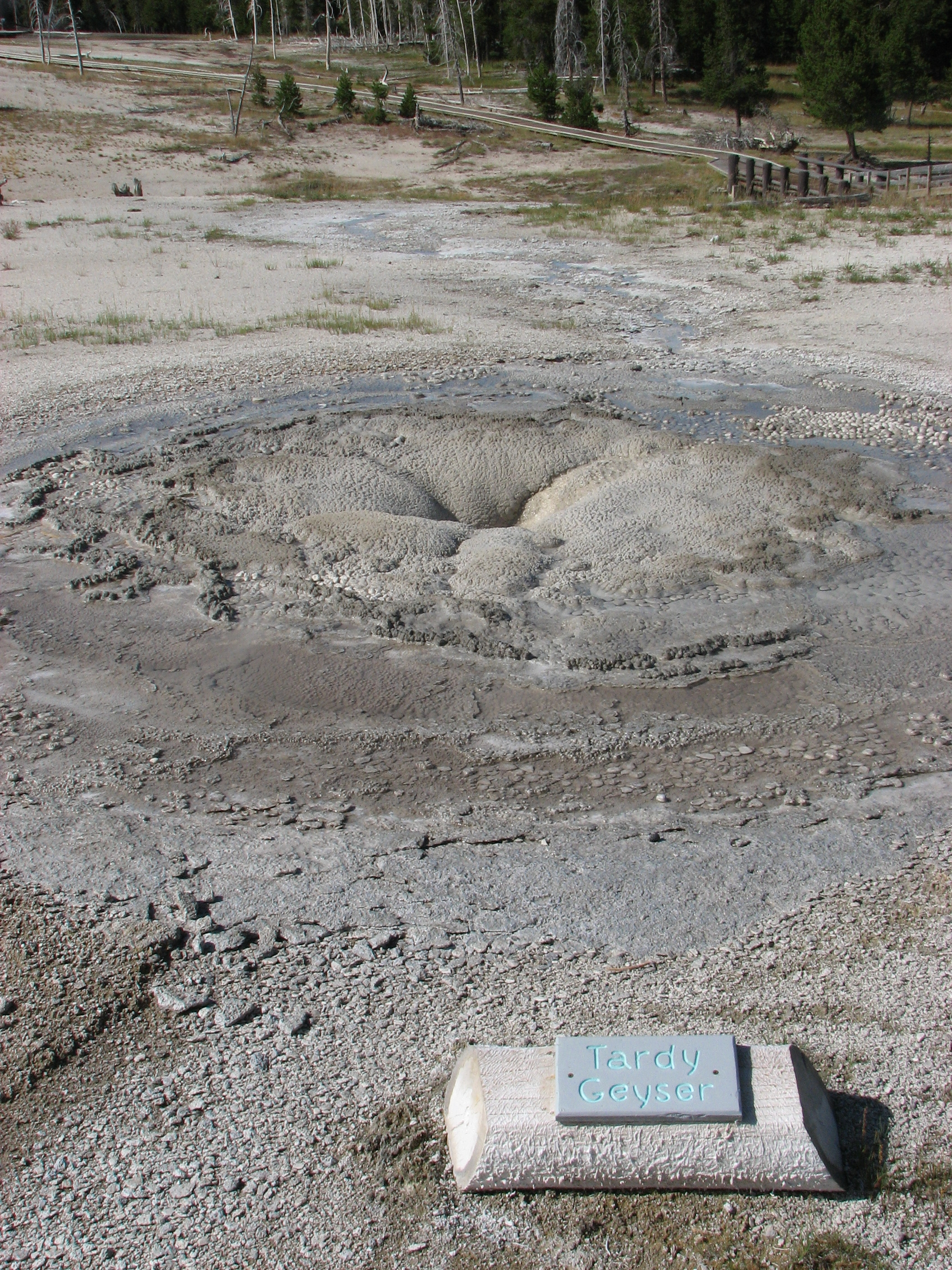
Tardy Geyser.